# Nobutake Kondō
Nobutake Kondō (jap. 近藤 信竹 Kondō Nobutake; ur. 25 września 1886 w Osace, zm. 16 lutego 1953) – admirał Japońskiej Cesarskiej Marynarki Wojennej.

## Życiorys
W 1907 ukończył z pierwszą lokatą (35. promocja) Cesarską Akademię Marynarki Wojennej w Etajimie. Służył następnie na różnych okrętach japońskich (poczynając od krążownika „Itsukushima”). Wysłany w 1912 do Wielkiej Brytanii, wszedł w skład pierwszej załogi budowanego tam krążownika liniowego „Kongō”. W 1913 ukończył uzupełniający kurs B Kolegium Marynarki Wojennej (Kaigun Daigakko). Podczas I wojny światowej zajmował w latach 1915–1916 stanowiska sztabowe w 1. i 2. Flocie. Od grudnia 1916 do grudnia 1917 służył na krążowniku „Akitsushima”, następnie w 1917 ukończył kurs A Kolegium Marynarki Wojennej. Od grudnia 1920 do 1923 był przedstawicielem japońskim w Niemczech. 
Następnie zajmował głównie stanowiska w Sztabie Generalnym Marynarki Wojennej. Od listopada 1933 w stopniu kontradmirała wykładał w Kolegium Marynarki Wojennej. Od marca do listopada 1935 był szefem sztabu Floty Połączonej, a od grudnia 1935 do grudnia 1938 – szefem 1. Departamentu Sztabu Generalnego Marynarki Wojennej. W 1937 awansował do rangi wiceadmirała. Od grudnia 1938 do 1939 był dowódcą 5. Floty. Od października 1939 był zastępcą szefa Sztabu Generalnego Marynarki Wojennej (po wiceadmirale Mineichim Kodze). 
Od 1 września 1941, przed przystąpieniem Japonii do II wojny światowej, został dowódcą 2. Floty (również po wiceadm. Kodze). Pod jego dowództwem 2. Flota przeprowadziła inwazje na Malaje, Filipiny i Holenderskie Indie Wschodnie. Był przeciwny operacji zajęcia Midway, której skutkiem była klęska Japonii w bitwie pod tą wyspą. Podczas niej Kondō dowodził zespołem desantowym i wsparcia ogniowego. 2. Flota pod jego dowództwem wzięła też udział w walkach w rejonie Wysp Salomona i Guadalcanalu – lotniczo-morskich bitwach koło Wschodnich Salomonów w sierpniu 1942 i koło wysp Santa Cruz w październiku 1942 oraz drugiej bitwie pod Guadalcanalem 14/15 listopada 1942. Podczas tego ostatniego starcia osobiście dowodził pancernikiem „Kirishima” oraz zespołem krążowników, walcząc z pancernikami US Navy. Walkę przegrał, tracąc „Kirishimę”. 
2. Flotą dowodził do 9 sierpnia 1943, kiedy to objął stanowisko doradcy Marynarki Wojennej w Ministerstwie Marynarki. Od 1 grudnia 1943 był szefem sztabu Floty Obszaru Chin, po czym od 15 maja 1945 ponownie doradcą Marynarki Wojennej. 5 września 1945, po kapitulacji Japonii, zwolniony z wojska.

## Stopnie wojskowe
- 20 listopada 1907 – kadet-podporucznik (shōi-kōhosei)
- 25 grudnia 1908 – podporucznik marynarki (shōi)
- 1 grudnia 1910 – porucznik marynarki (chūi)
- 1 grudnia 1913 – kapitan marynarki (taii)
- 1 grudnia 1919 – komandor podporucznik (shōsa)
- 1 grudnia 1923 – komandor porucznik (chūsa)
- 1 grudnia 1927 – komandor (taisa)
- 15 listopada 1933 – kontradmirał (shōshō)
- 1 grudnia 1937 – wiceadmirał (chūjō)
- 29 kwietnia 1943 – admirał (taishō)